# 房山区
39°44′51.29″N 116°08′13.29″E / 39.7475806°N 116.1370250°E

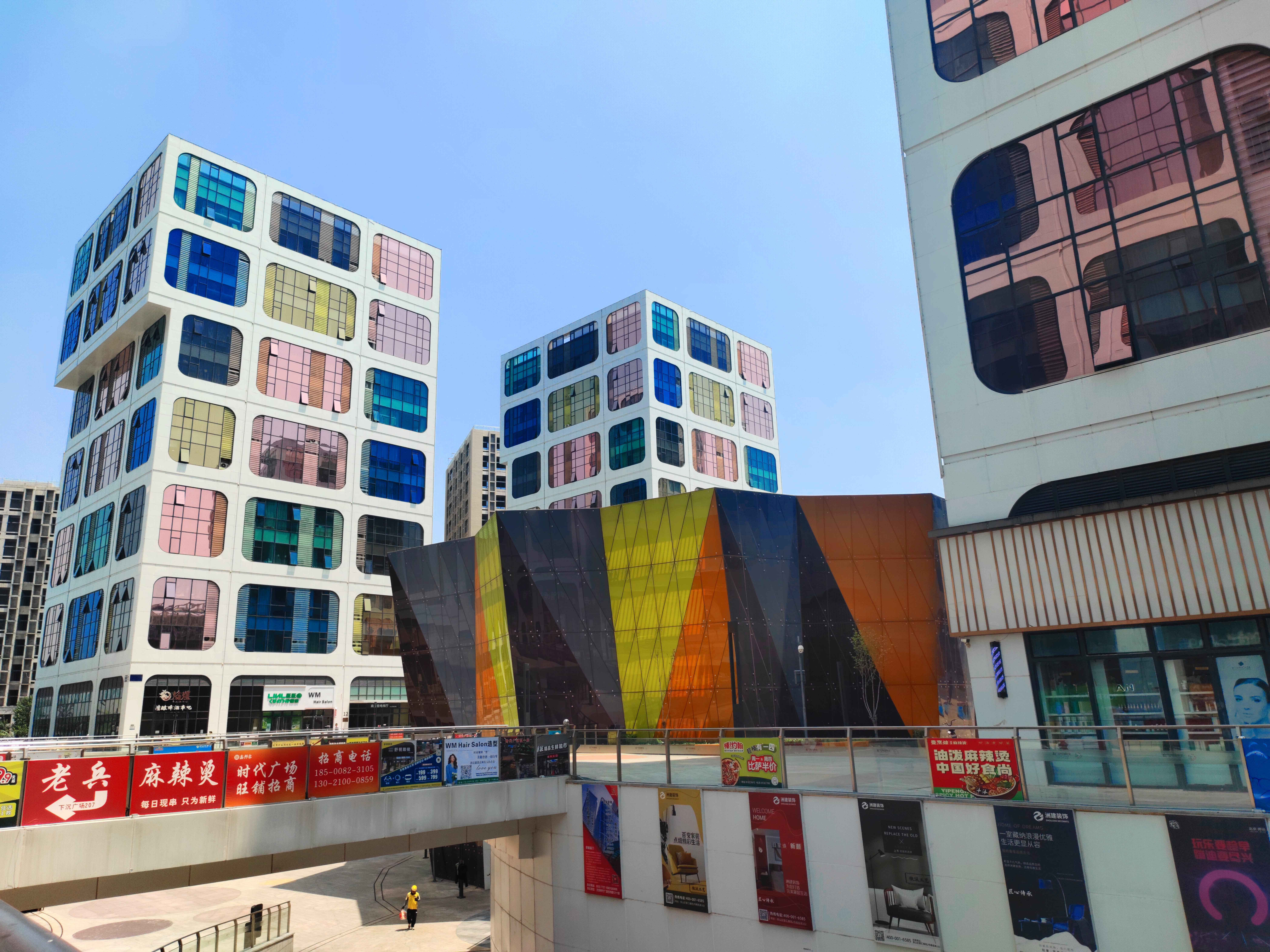
房山时代广场

房山区是中华人民共和国北京市的一个市辖区，属于北京四个城市功能区当中的城市发展新区之一（其中山区部分按照生态涵养区总体要求进行建设）。因历史悠久，素来有“人之源”、“城之源”和“都之源”的美誉。區人民政府駐拱辰街道政通路1号。
區内地形西高东低，属于暖温带大陆性季风气候。辖区总面积2019平方公里，其中平原、丘陵、山区各占三分之一。
房山区是北京市原十个远郊区县中首个撤县设区的地区（门头沟区自设区至今均为市辖区），今房山区全境是于1987年由房山县与燕山区合并后撤县设区所形成。截至2018年底，在房山区下辖的28个乡镇（街道）、459个行政村、154个社区居委会中，常住总人口为118.8万人，其中常住外来人口30.8万人，约占总人口比重的24.5%；人口总数位列全市第七，在除中心城区外的十个市辖区中位列第四。
在房山区境内出生并登记北京市户籍的居民，身份证号前六位（地址码）为110225（房山县时期所用，已废止）、110110（原燕山区所用，已废止）和110111（現正使用）。

## 全区地情
房山区位于北京市西南部，地处华北平原与太行大房山交界地带。东邻大兴区，南邻河北省保定市涿州市，西接河北省保定市涞水县，北邻门头沟区和丰台区。

## 行政区划
全区共分为1个副区级地区、8个街道、3个地区（保留原镇建制）、11个镇和6个乡。
- 副区级地区：燕山地区办事处（中国石化燕山石化公司生产生活区）
- 街道办事处：城关街道、新镇街道、向阳街道、东风街道、迎风街道、星城街道、拱辰街道、西潞街道
- 地区办事处：良乡地区、周口店地区、琉璃河地区
- 镇：阎村镇、窦店镇、石楼镇、长阳镇、河北镇、长沟镇、大石窝镇、张坊镇、十渡镇、青龙湖镇、韩村河镇
- 乡：霞云岭乡、南窖乡、佛子庄乡、大安山乡、史家营乡、蒲洼乡[5]

## 历史
今房山区境内西部山麓的周口店镇，有旧石器时代遗址，“北京人”与“山顶洞人”、“田园洞人”在此居住。
境内南部的琉璃河镇董家林遗址，是燕国最早的都城，乃西周燕候召公奭始封之地，在山戎入侵后遭到废弃，后来迁都于蓟城。
秦始设广阳郡良乡县（治所在今窦店镇西安庄村）。汉朝良乡县一度改梁乡侯国，今房山区辖境又设燕国广阳县（治所在今长阳镇南、北广阳城村）、涿郡西乡侯国（治所在今长沟镇东长沟村北）、涿郡利乡侯国（治所不明）。
三国至南北朝，良乡多属各政权所设幽州、涿郡管辖，西乡、利乡、广阳陆续废併。隋唐五代期间，良乡县属幽州。辽朝属南京道幽都府，宋朝属燕山府，金朝属中都路永安府。
金大定二十九年（1189年），析良乡县置万宁县（治所在今城关街道），明昌二年（1191年）更名奉先县，属中都路涿州。
元朝良乡县属燕京路大兴府，后改属中都路大兴府、大都路总管府。奉先县于至元二十七年（1290年）改称房山县，属大都路涿州。明朝良乡县直属顺天府，房山县属顺天府涿州。清朝良乡县、房山县均属顺天府。民国时，良乡县、房山县属京兆地方，1928年划归河北省。1949年后，良乡县、房山县属河北省通县专区。
1958年，房山县、良乡县合并为周口店区，划入北京市。1960年，改称房山县。1981年，析置燕山区。1987年，燕山区、房山县合并为房山区。

## 人口
根据(中国)北京市第七次全国人口普查数据显示：全區常住人口为1312778人。

## 重大自然灾害
2012年7月21日，北京全市普遍遭遇特大暴雨，而房山区成为灾情最严重的市辖区，初步统计有80万人口受灾，经济损失达61亿元人民币。

## 文化和旅游事业
- 房山石经：佛教石经中规模最大、历史最久的文化珍品。存于北京房山区云居寺石经山。石经山九个洞内和洞外藏经碑1.4万余块。同时藏纸经22000卷，木板经77000多块。
- 窦店土城： 位于北京市房山区窦店镇，可能是战国时期燕国中都的城址。[8]
- 北京上方山国家森林公园：位于房山区岳各庄圣水峪的国家级森林公园，占地总面积约350公顷，距北京市中心约70多公里。
- 十渡风景区：位于房山区西南，是中国北方唯一一处大规模喀斯特岩溶地貌。十渡风景区是中国国家AAA景区和中国国家地质公园。
- 中国原子能科学研究院：位于新镇街道。
- 周口店北京人遗址：位于北京市房山区周口店，1961年被列入第一批全国重点文物保护单位，1987年被登录为世界文化遗产。在此发现了北京猿人的大量化石。

## 教育

### 高中教育
房山区的高中教育水平在北京市并不位于前列，还处于有待进一步发展的阶段。
| 副区级地区/乡级行政区 | 北京市示范性普通高中                     | 北京市教委优质高中校额到校招生计划入选校  | 一般公立普通高中             | 具有高中招生资格的 民办非盈利学校 | 职业高中学校             |
| --------------------- | ---------------------------------------- | ----------------------------------------- | ---------------------------- | --------------------------------- | ------------------------ |
| 燕山地区/迎风街道     | 北京师范大学燕化附属中学（第四批示范校） | 北京师范大学燕化附属中学（第四批示范校）  |                              |                                   |                          |
| 西潞街道              | 北京师范大学良乡附属中学（第二批示范校） | 北京师范大学良乡附属中学（第二批示范校）  |                              | 北京市博文学校                    |                          |
| 拱辰街道              |                                          | 北京市房山区良乡中学                      | 首都师范大学附属房山学校     |                                   |                          |
| 城关街道              |                                          | 北京市房山区房山中学 北京市房山区实验中学 |                              |                                   | 北京市房山区房山职业学校 |
| 周口店地区            |                                          |                                           | 北京教育科学研究院周口店中学 |                                   |                          |
| 长阳镇                |                                          | 北京市第四中学房山分校                    |                              |                                   |                          |
| 青龙湖镇              |                                          |                                           | 北京市房山区坨里中学         | 北京市房山区诺德安达学校          |                          |
| 窦店镇                |                                          |                                           | 北京市房山区交道中学         |                                   | 北京市房山区第二职业高中 |

### 高等教育
| 副区级地区/乡级行政区 | 部属本科高校                                                           | 市属本科高校                              | 专科和民办院校   |
| --------------------- | ---------------------------------------------------------------------- | ----------------------------------------- | ---------------- |
| 燕山地区/向阳街道     |                                                                        | 北京石油化工学院燕山校区                  |                  |
| 拱辰街道              | 中国社会科学院大学良乡校区 北京理工大学良乡校区 北京中医药大学良乡校区 | 首都师范大学良乡校区 北京工商大学良乡校区 | 北京经贸职业学院 |
| 阎村镇                | 北京理工大学房山分校                                                   |                                           |                  |

## 交通

### 地面交通

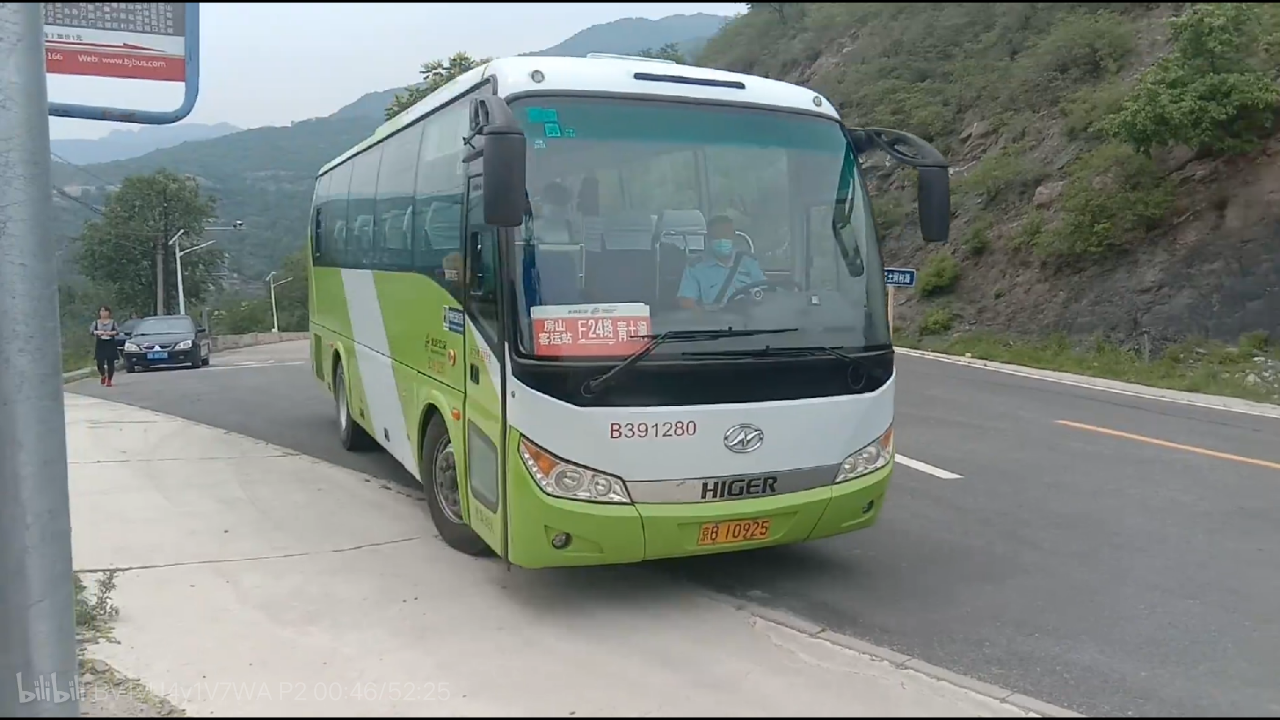
北京公交f（房）24路

北京公共交通控股（集团）有限公司：第三客运分公司（391路、616路、646路、专93路、专94路）、第六客运分公司（房山区全境）（其中房（F）字头公交线路原属于北京凯捷风客运公司，于2017年初并入北京公交集团）
涿州市春雷客运有限公司（京冀跨省公交）：涿州19路、涿州19路支线、涿州22路

### 轨道交通

#### 北京地铁
| 线路   | 涉及区段 | 区内运营站点 | 区内车辆段/停车场 |
| ------ | -------- | --- | ----------------- |
| 房山线 | 一期     | 阎村东站（燕房线换乘站）、苏庄站、良乡南关站、良乡大学城西站、良乡大学城站、良乡大学城北站、广阳城站、篱笆房站、长阳站、稻田站 | 阎村车辆段        |
| 燕房线 | 主线     | 燕山站、房山城关站、饶乐府站、马各庄站、大石河东站、星城站、阎村站、阎村东站（房山线换乘站）                                   | 阎村北车辆段      |

北京地铁系统在房山区内建设和规划中线路：北京地铁燕房线（支线，在建）、北京地铁21号线（房山区境内设两站，规划中）、北京地铁四环线（远景规划）

#### 北京市郊铁路
区内当前运营线路：北京市郊铁路城市副中心线（良乡站）
区内远景规划线路：北京市郊铁路京原线（提出计划）

#### 中国铁路
京原铁路通过房山区，6437/6438次列车在房山区设有9站，为上万站到平峪站。
房山区内还有数条货运铁路，其中包括房山铁路和周口店铁路等。

### 航空
房山区内有1个机场，为良乡机场。目前为军用机场，无客运航班。

### 公路
- 230国道、 234国道、 108国道、 109国道过境。
- 京港澳高速、 京昆高速过境。